# Облога Егера (1596)
Друга облога Егера відбулася у 1596 році. Облога відбулася в рамках Довгої війни 1591—1606 років. Під час облоги угорські війська протистояли османським на чолі із султаном Мехмедом III. Бойові дії завершилися поразкою угорців і взяттям Егерського замку.

## Передумови
Після невдалої турецької облоги 1552 року розпочалося відновлення замку. Однак коштів, що виділялися із казни Священної Римської імперії, було недостатньо, а до того ж, вони доходили із затримками та не в повному розмірі. Будівництво велося під суворим наглядом охоронців, а замкова кіннота здійснювала рейди далеко за межі замку. Відбудова замку тривала до кінця 1560-х років. Керували нею італійці Франческо Поццо та Мартіно Ремільйо, а Пауло Мірандола реалізував кілька проєктів у внутрішньому замку. Також у цей час було завершено п'ятикутні бастіони за старою італійською моделлю. З 1569 року в Егері працював італійський архітектор Октавіано Бальдігара, за планами якого 1572 року почали будувати нові замкові бастіони. За десять років будівництво сповільнилося: у внутрішньому замку завершили тільки південно-східний та північно-східний бастіони. 1582 року Бальдігара передав будівництво архітектору Крістофоро Стеллі. На той час у замку був постійний гарнізон чисельністю 1100 осіб, з яких 400 були угорцями, а решта — іноземними найманцями. За даними замкової ревізійної комісії, старшини утримували найманців, тоді як військові грабували селян. Комісія оцінювала захищеність замку як низьку.

## Хід облоги
1596 року після тритижневої облоги ерцгерцог Максиміліан III взяв Гатван. Під час захоплення Гатвана в армії ерцгерцога були іноземні найманці з Егера. Через місяць османська армія вирушила на Егер, щоб завдати удару у відповідь. Королівське командування очікувало наступу, тому до Егера було додатково відправлено 7000 військових.
20 вересня місто було взято в облогу. Турецькою армією керував безпосередньо султан Мехмед III. Після двох тижнів облоги угорці відступили з міста, здавши його османам, і залишились тільки в замку, ведучи оборону. Того ж дня османи почали обстрілювати замок з артилерії. Весь зовнішній замок захищали іноземні найманці. Під час облоги військові вимагали у командувача Пала Ньярі вина, після чого п'яний солдат запалив гарматний порох, наявний у замку. Унаслідок цього в замку почалася пожежа. Через це серед солдатів почалася паніка, і вони безладно почали відступати до внутрішнього замку. Османи витісняли захисників замку і підірвали південно-східний бастіон. Тоді до зовнішнього замку було направлено добровольців, зокрема архітектора Стеллу, який загинув, підірвавшись на міні. Кілька мін пошкодили стіни замку. Захисники у відчаї здали замок: спочатку це зробили найманці, а потім — угорці. В обмін на здачу замку захисникам гарантувався вільний відступ. Проте наступного дня яничари напали на найманців, що проходили через ворота замку, і вбили їх у різні в помсту за бої біля Гатвана, а угорців кинули до в'язниці.

## Наслідки
Захопивши замок, турки за короткий час відбудували його, він став центром однойменного еялету. Звідти вони проводили набіги на міста та села Верхньої Угорщини.
Егерський замок був повернутий під контроль Габсбургів 18 грудня 1687 року у ході Великої турецької війни.